# Compagnie des chemins de fer algériens
Pour les articles homonymes, voir CFA.
La Compagnie des chemins de fer algériens est une société anonyme française créée en 1860 pour construire et gérer les trois premières lignes de chemin de fer de l'Algérie, alors colonie française. Seule la ligne d'Alger à Blida est opérationnelle avant sa reprise, en 1863, par la Compagnie des chemins de fer de Paris à Lyon et à la Méditerranée (PLM).

## Histoire

### Création
Après le décret impérial du 8 avril 1857, par lequel l'État français autorise et organise la construction d'un réseau de chemins de fer dans son territoire colonial d'Algérie, trois sections de lignes sont à établir en priorité pour des raisons tant économiques : développer l'exploitation de ressources naturelles, que militaires : faciliter les déplacements de troupes pour consolider la présence française. 
La concession, pour la construction et l'exploitation des lignes d'Alger à Blida, de Philippeville à Constantine et d'Oran à Saint-Denis-du-Sig, est accordée à la Compagnie des chemins de fer algériens (CFA) par les lois des 20 juin et 11 juillet 1860.
La Compagnie CFA est une nouvelle société anonyme qui dispose d'un siège au 66 de la rue de la Chaussée-d'Antin à Paris. Lors de son premier conseil d'administration Ferdinand Barrot est nommé président. Les actionnaires sont principalement des entreprises, des banques et des personnes fortunées. L'entrepreneur chargé des travaux pour la compagnie est l'un des principaux actionnaires Samuel Morton Peto (Sir Morton Peto Baronnet), notamment parce qu'il s'était engagé à acquérir le solde des actions proposées au public ; seules 33 000 avaient trouvé un acquéreur sur les 110 000 proposées.

### Disparition
La compagnie CFA est reprise par la Compagnie des chemins de fer de Paris à Lyon et à la Méditerranée (PLM) en 1863, trois ans après sa création.

### Les lignes
- Alger - Blida, ouverture le 8 septembre 1862,
- Oran - Saint-Denis-du-Sig,
- Constantine - Philippeville, (87 km),